# Bangkok rak Stories
Bangkok rak Stories (thailandese: Bangkok รัก Stories) è una serie televisiva antologica thailandese ideata da Ekachai Uekrongtham, prodotta da GMM BRAVO e andata in onda tra il 2017 e il 2018 sull'emittente GMM 25 (e in latecast su Line TV). È strutturata in quattro stagioni autoconclusive, trasmesse alternativamente a coppie: Please, Pae tarng (แพ้ทาง), Gep rak (เก็บรัก) e Kon mee sanae (คนมีเสน่ห์); i titoli richiamano delle omonime canzoni di successo thailandesi ed ognuna è diretta da un diverso regista e ambientata in un'area diversa della capitale Bangkok: Sathon, Thong Lo, Siam e città vecchia.
L'opera ha come sequel Bangkok Love Stories.

## Trama

### Prima stagione:Please
La storia vede protagoniste tre migliori amiche, Ada, Peangfah e Kate, alle prese con l'amore nel distretto di Sathon.

### Seconda stagione:Pae tarng
Baitong è una semplice figlia di una cameriera. Quando si trasferisce a Thong Lo insieme ad una famiglia milionaria, subito conosce tre fratelli, molto diversi tra loro, dei quali si innamora.

### Terza stagione:Gep rak
Mok vive nel centro di Siam e intrattiene una storia d'amore con tre donne: Jane, Nok e Phaet.

### Quarta stagione:Kon mee sanae
Bualoy lavora nella pasticceria di sua nonna, nella zona vecchia di Bangkok, anche se sogna da una vita di diventare un'assistente di volo. Quando Pakorn, appena tornato dall'America, sceglie la pasticceria di Bualoy per i dessert del suo matrimonio, i due si conoscono e cominciano a passare diverso tempo insieme.

## Personaggi e interpreti

### Prima stagione:Please

#### Principali
- Ada, interpretata da Sananthachat Thanapatpisal "Fon".
- Peangfah, interpretata da Zuvapit Traipornworakit "Baitoei".
- Kate, interpretata da Chonnikan Netjui "Meiko".
- Akin, interpretato da Sedthawut Anusit "Tau".
- Ben, interpretato da Nontanun Anchuleepradit "Kacha".
- Quick, interpretato da Chatchawit Techarukpong "Victor".

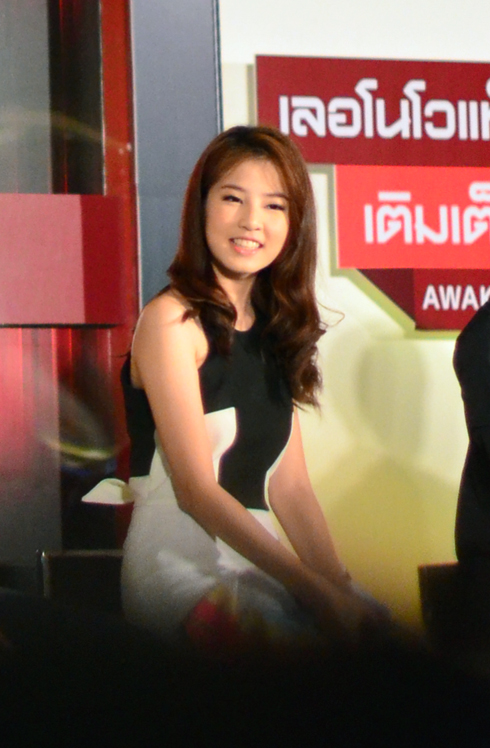
Sananthachat Thanapatpisal
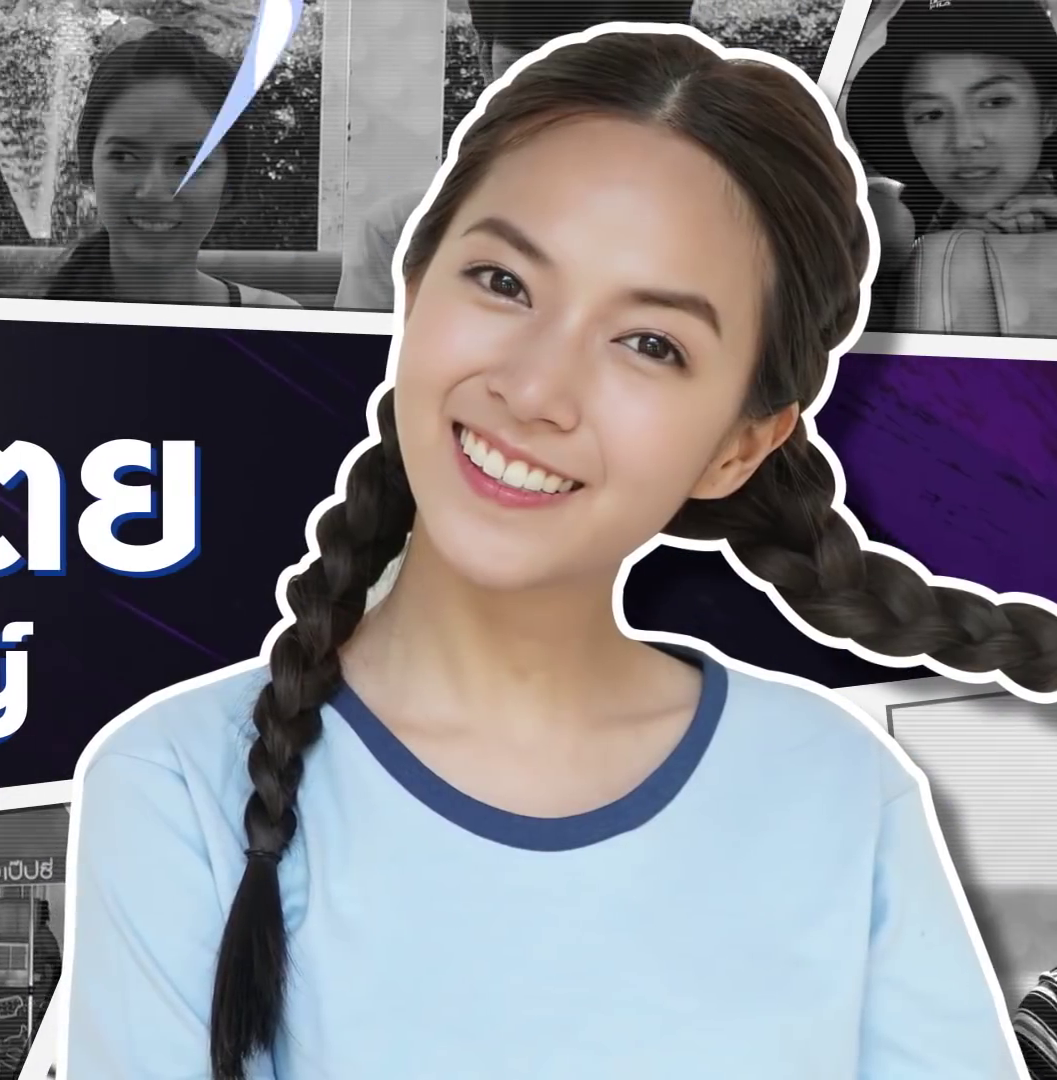
Zuvapit Traipornworakit
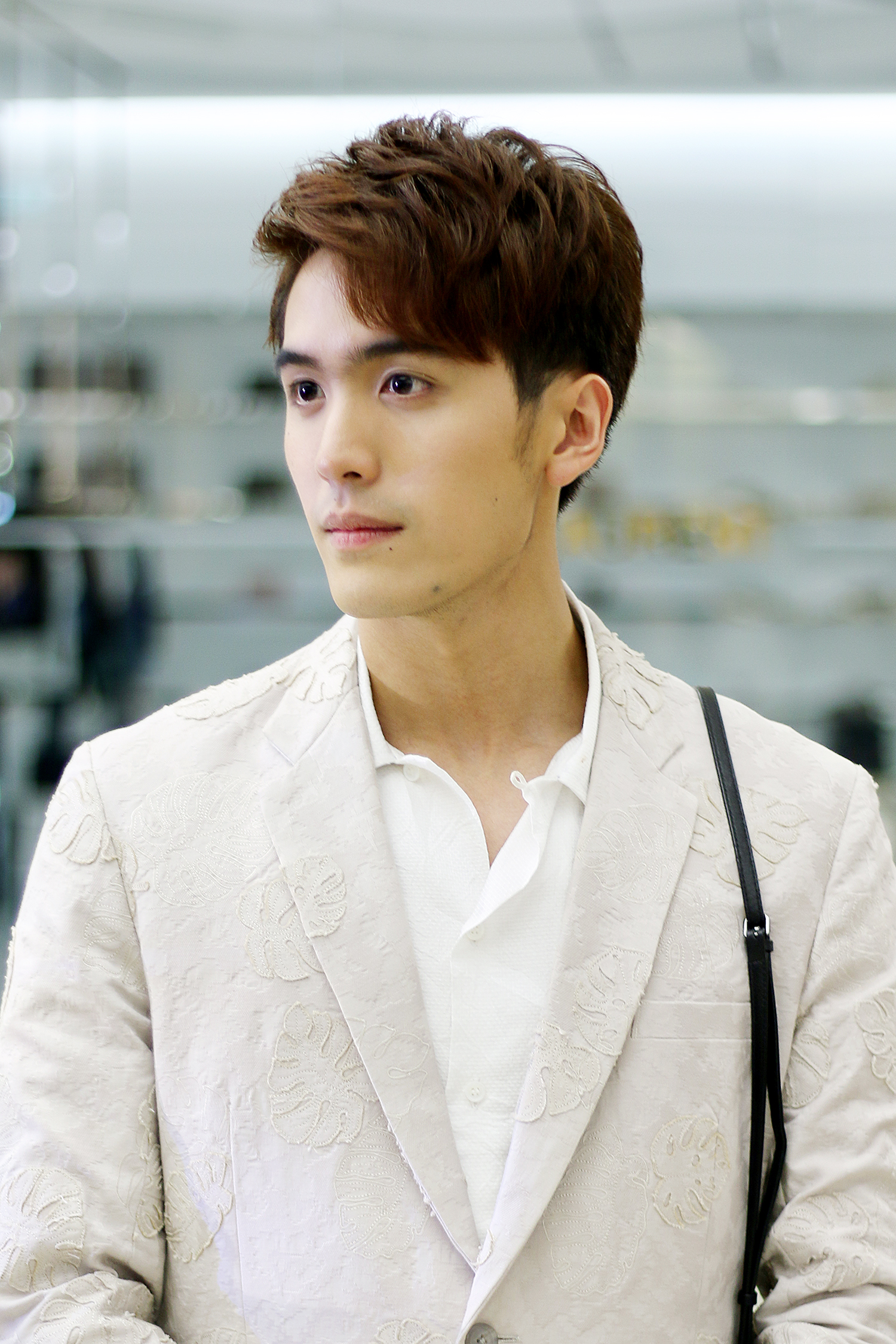
Sedthawut Anusit
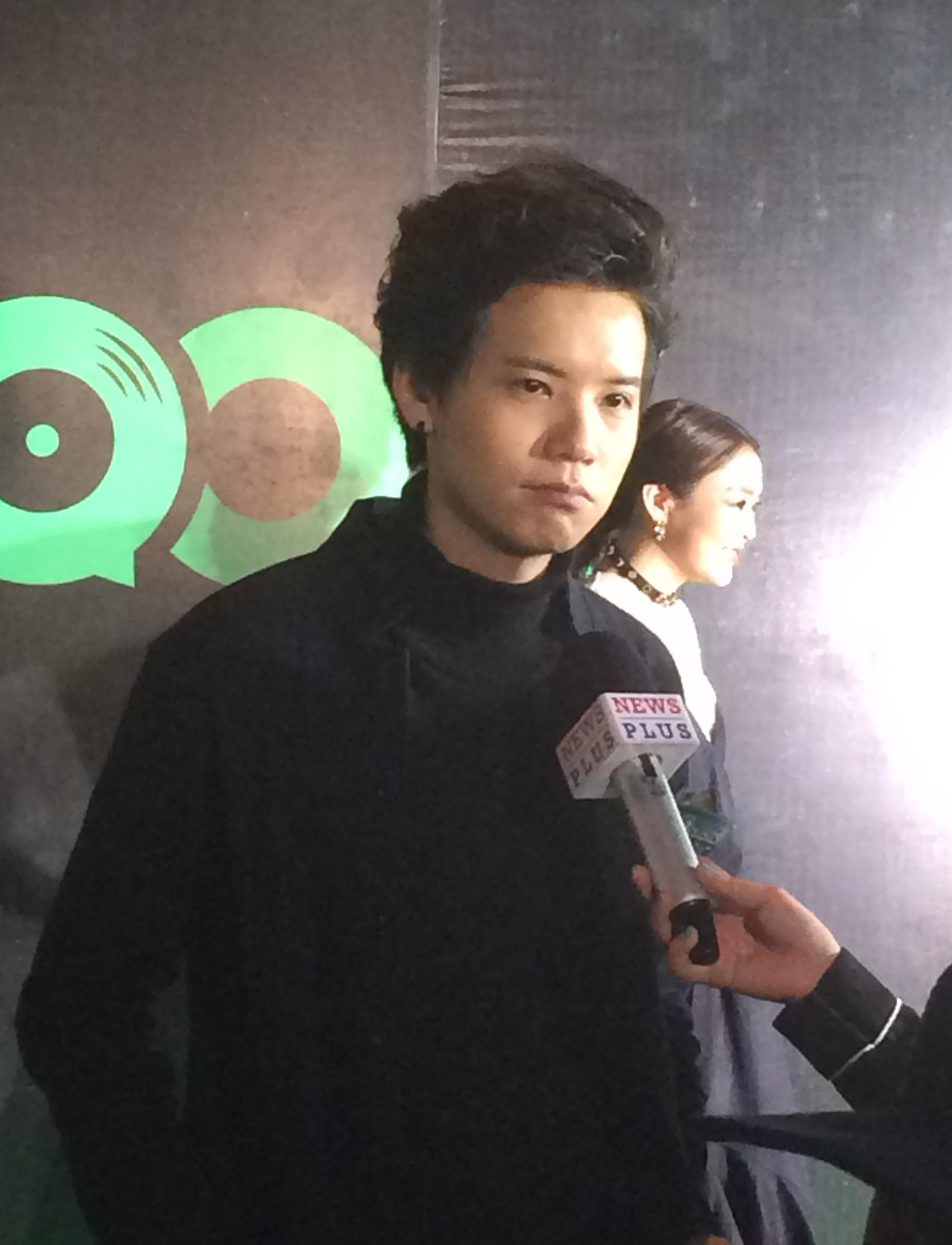
Nontanun Anchuleepradit
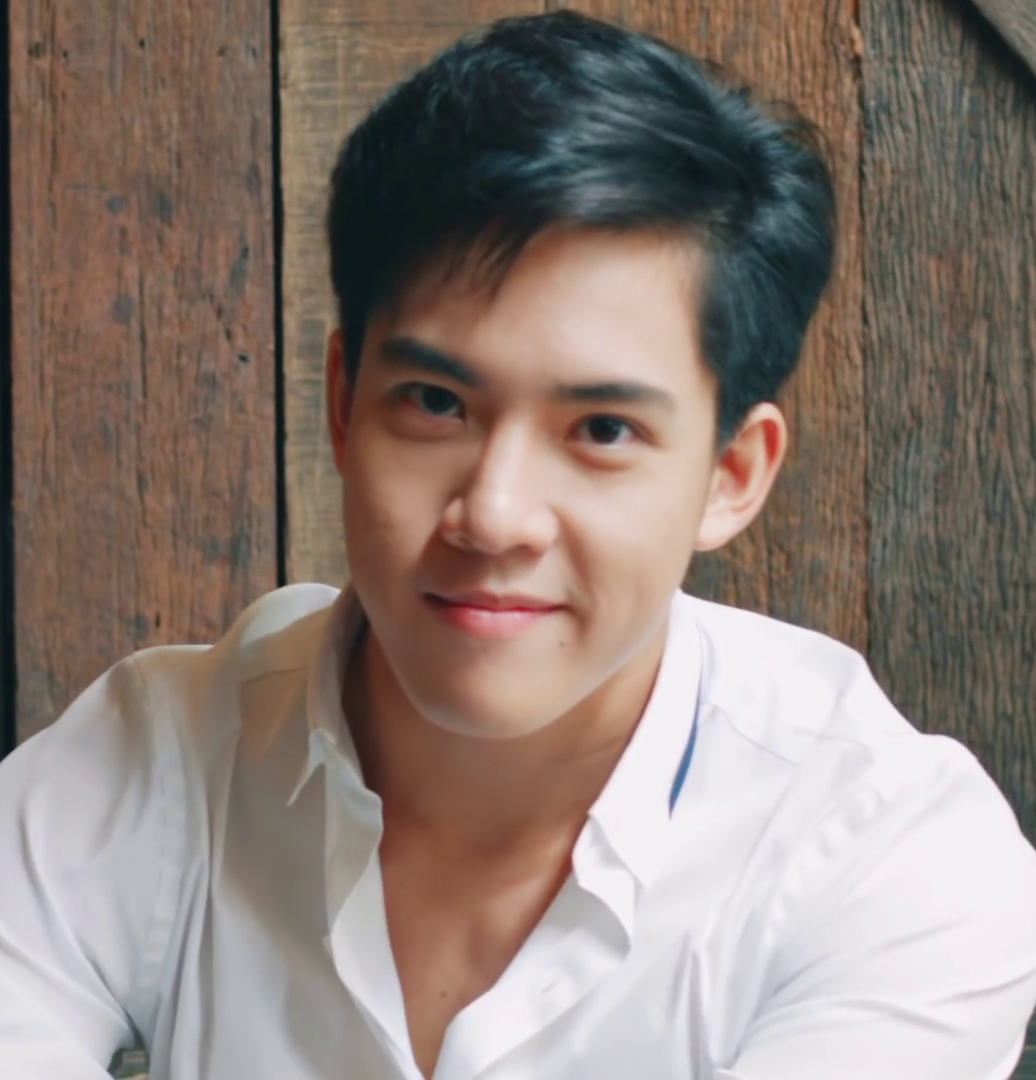
Chatchawit Techarukpong

#### Ricorrenti
- Phakwat, interpretato da Nutt Devahastin Na Ayudhya "Poom".
- Wonwit, interpretato da Krunnapol Teansuwan "Petch".
- Krit, interpretato da Tosatid Darnkhuntod "Ten".
- Pong, interpretato da Sapol Assawamunkong "Great".
- Jimmy, interpretato da Korawit Boonsri "Gun".
- Yeen, interpretata da Gena Desouza "Jeena D."
- Khunying Mae Korngorda, interpretata da Mayurin Pongpudpunth "Kik".
- B, interpretata da Pitta na Patalung.

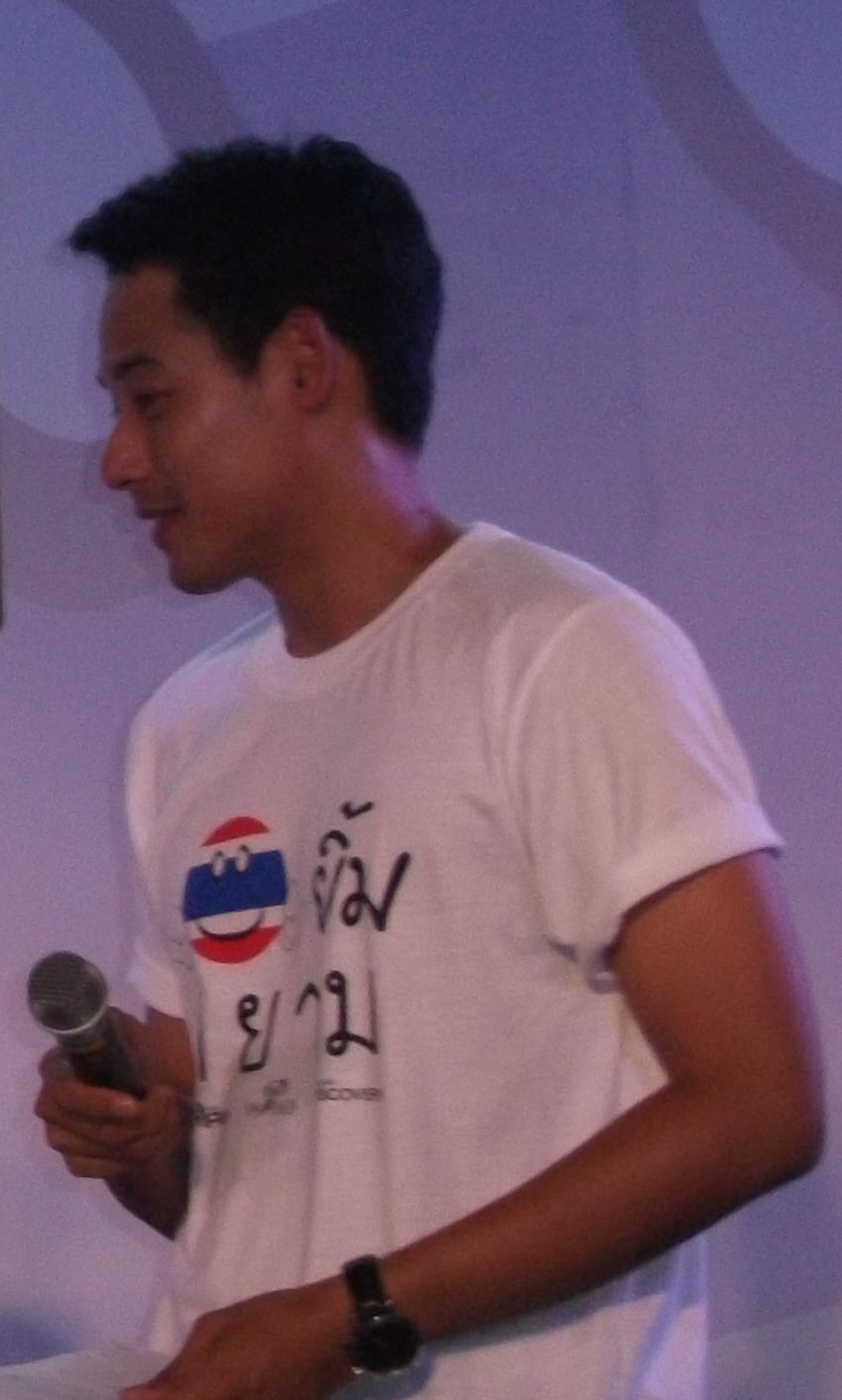
Krunnapol Teansuwan

### Seconda stagione:Pae tarng

#### Principali
- Baitong, interpretata da Monchanok Saengchaipiangpen "Mo".
- Tan, interpretato da Isariya Patharamanop "Hunz".
- Name, interpretato da Natcha Juntapun "Mouse".
- Win, interpretato da Pumipat Paiboon "Prame".

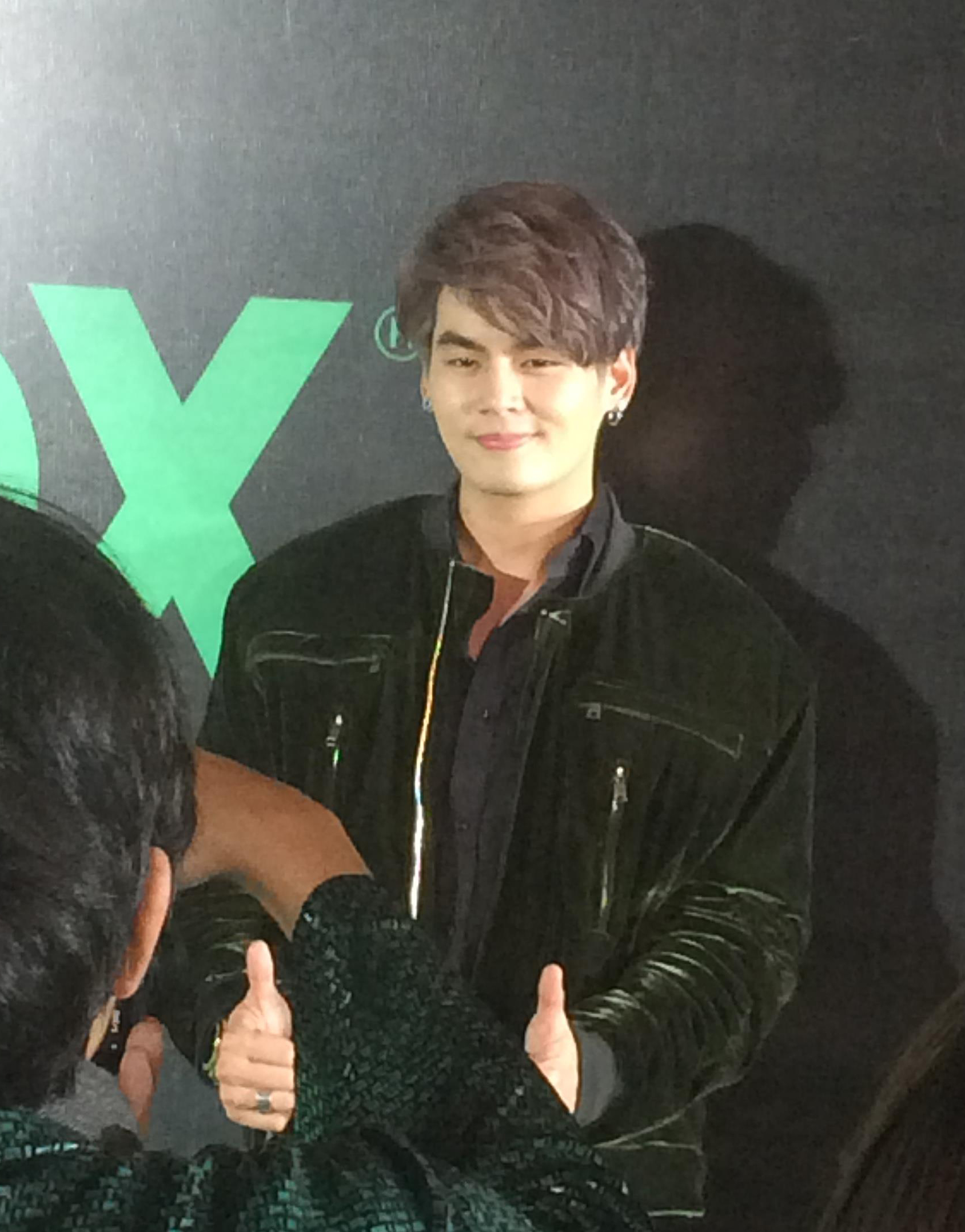
Isariya Patharamanop

#### Ricorrenti
- Wonwit, interpretato da Santisuk Promsiri "Noom".
- Malee, interpretata da Paweena Charivsakul "Jeab".
- Brian, interpretato da Natpongpon Suddee "Boss".
- Jan, interpretata da Emika Grant "Emma".

### Terza stagione:Gep rak

#### Principali
- Mok, interpretato da Arak Amornsupasiri "Pae".
- Jane, interpretata da Apinya Sakuljaroensuk "Saiparn".
- Nok, interpretata da Lanlalin Tejasa Weckx "Cheribelle".
- Phaet, interpretata da Sireeporn Yuktadatta "Aerin".

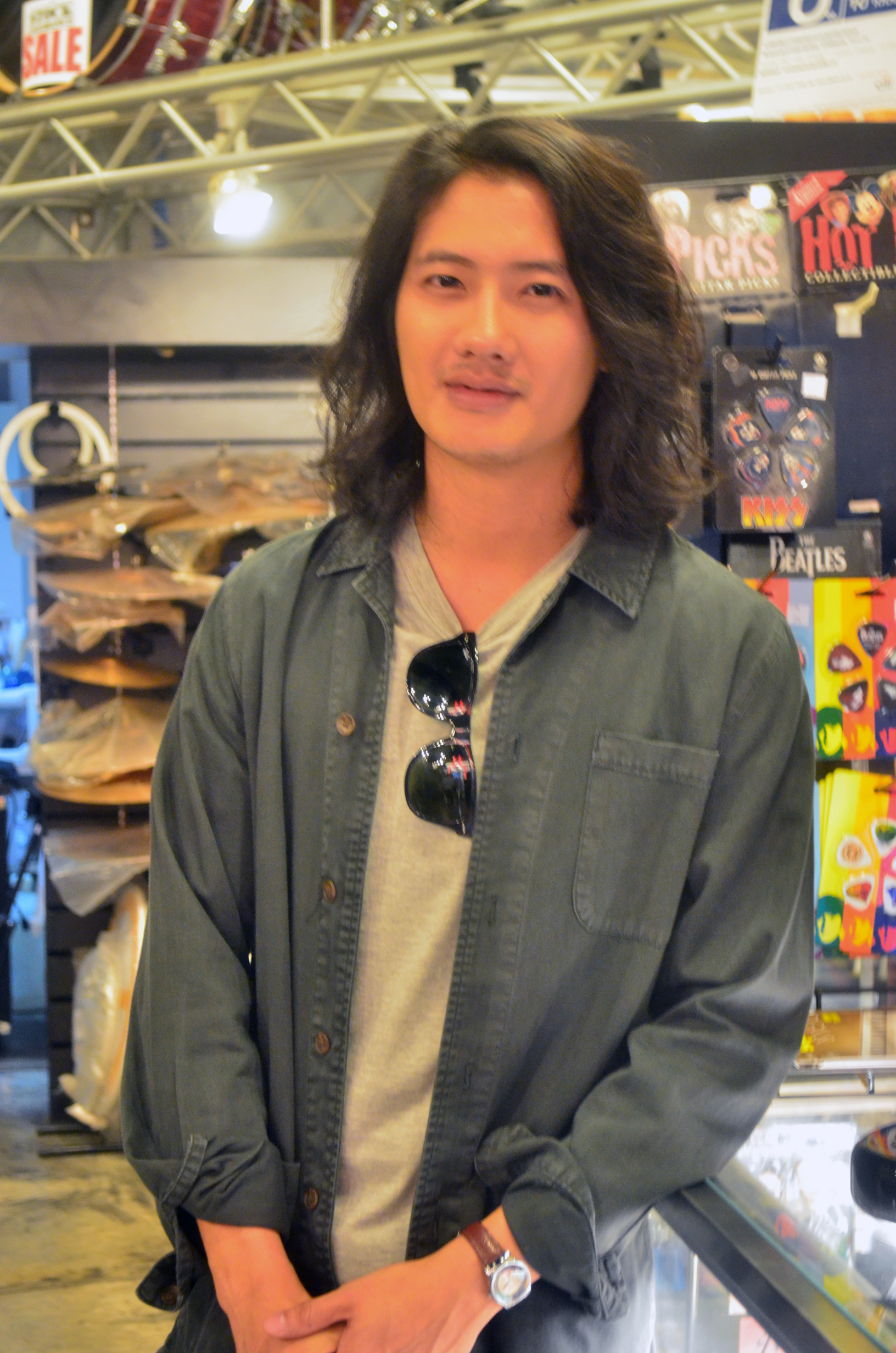
Arak Amornsupasiri
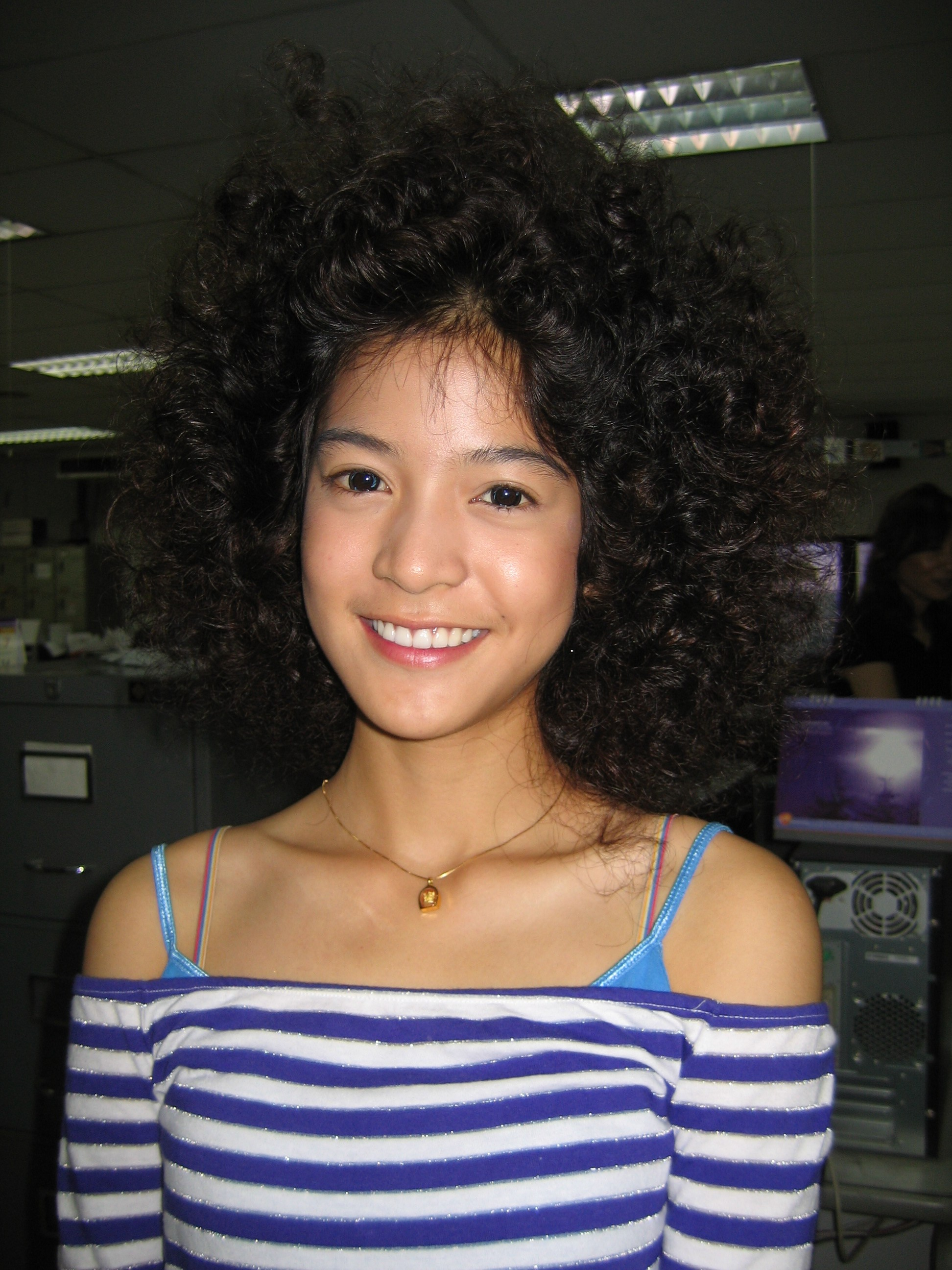
Apinya Sakuljaroensuk

#### Ricorrenti
- Barbie, interpretato da Pongphan Petchbuntoon "Louis".
- Angie, interpretata da Pimjira Jaroenlak "Pim".
- It, interpretato da Aungoont Thanasapcharoen "Utt".
- Candy, interpretata da Jidapa Siribunchawan "Jida".
- Joe, interpretato da Jumpol Adulkittiporn "Off".
- Nut, interpretato da Kittiphong Tantichinanon "Pop".

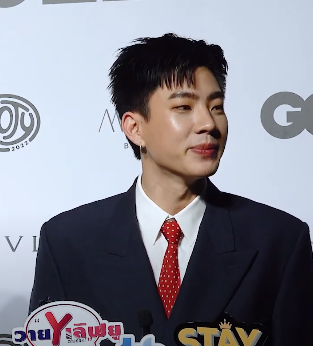

### Quarta stagione:Kon mee sanae

#### Principali
- Bualoy, interpretata da Wanida Termthanaporn "Gybzy".
- Pakorn (Korn), interpretato da Jespipat Tilapornputt "Jes".

#### Ricorrenti
- Jack, interpretato da Kanokchat Munyadon "Typhoon".
- Beu, interpretata da Suttatip Wutchaipradit "Ampere".
- Pimpila, interpretata da Penpak Sirikul "Tai".
- Yaa Samon, interpretata da Chantana Kittiyapan "Daeng".
- Toi, interpretato da Somjit Jongjohor.
- May, interpretata da Tia Taveepanichpan.
- Mee, interpretato da Cholawit Meetongcom "Point".

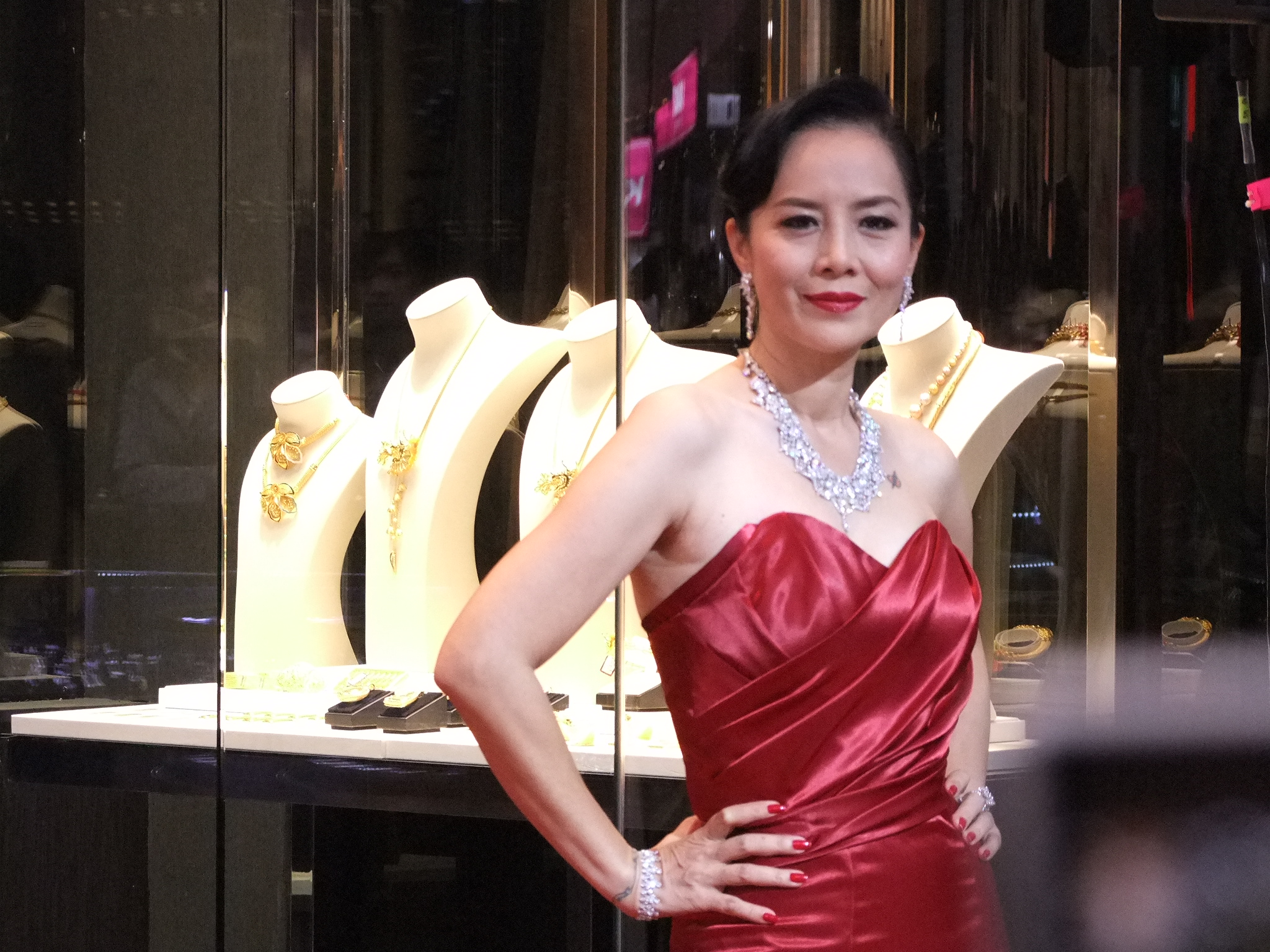
Penpak Sirikul

## Episodi
| Stagione         | Episodi | Prima TV  |
| ---------------- | ------- | --------- |
| Prima stagione   | 13      | 2017      |
| Seconda stagione | 13      | 2017      |
| Terza stagione   | 13      | 2017-2018 |
| Quarta stagione  | 13      | 2017-2018 |

## Colonna sonora
Le sigle iniziali sono le stesse canzoni che hanno dato il nome alle stagioni della serie:
- Atom Chanagun - Please (st. 1)
- Labanoon - Pae tarng (st. 2)
- Ammy The Bottom Blues - Gep rak (st. 3)
- Nakharin Kingsak - Kon mee sanae (st. 4)